# Chodri jezik
Chodri jezik (ISO 639-3: cdi; chaudhari, chaudri, chodhari, choudhara, choudhary, chowdhary), jedan od (19) bhilskih jezika centralne indoarijske skupine, kojim govori oko 282 000 u Guiaratu (2001 popis) uključujući i nešto u Maharashtra, Karnataki, Radžastanu.
Većina pripadnika etničke grupe Chodri živi u distriktima Surat, Broach i Dangs. Gudžaratsko pismo.

## Vanjske poveznice
- Ethnologue (14th)
- Ethnologue (15th)